# Comté de Valga
Le comté de Valga (en estonien : Valga maakond) est l'un des quinze comtés d'Estonie. Il a pour chef-lieu la ville de Valga.

## Géographie
Le comté s'étend sur 1 917 km2 à l'extrémité sud du pays et est limitrophe des comtés de Tartu et Viljandi au nord, de Põlva et Võru à l'est, et bordé par la frontière avec la Lettonie au sud et à l'ouest.
Le comté de Valga est un pays de collines morainiques vallonnées, dans la partie sud une étendue interrompue par des eskers isolés.
Les trois quarts de la superficie sont constitués de terres arables, de prairies et de pâturages.
Le relief le plus tourmenté et la partie la plus élevée du comté se situe autour d'Otepää.
Les plus hauts sommets sont Kuutsemägi (et) (217 m), Meegaste mägi (et) (214 m), Harimägi (et) (212 m).
Autour d'Otepää, il y a un paysage de moraines avec de grands monts et de nombreux lacs, dont le plus connu est le lac Pühajärv.
Au sud-est du bassin de Valga, la colline de Karula s'élève selon une orientation ouest-est.
Les environs de Karula sont riches en lacs.
Le plus connu est le Karula Pikkjärv (et), situé à l'extrémité nord de la colline.

## Démographie
Le 1er janvier 2018, la population s'élevait à 28 669 habitants.

### Évolution démographique
| 2018   | 2019   | 2020   | 2021   | 2022   |
| ------ | ------ | ------ | ------ | ------ |
| 28 669 | 28 370 | 28 204 | 27 962 | 27 650 |

| 2023   | - | - | - | - |
| ------ | - | - | - | - |
| 28 114 | - | - | - | - |

### Composition ethnique
Avec 33 728 habitants au 1er janvier 2012, il représentait moins de 3 % de la population du pays dont Estoniens : (82,7 %), Russes (12,5 %), Ukrainiens (1,5 %), autres (3,3 %).

## Subdivisions administratives

### Depuis 2017
Depuis la réorganisation administrative d'octobre 2017, le comté comprend trois communes.
| # | Municipalité | Type   | Population (2015) | Superficie km2 | Densité | Carte |
| - | ------------ | ------ | ----------------- | -------------- | ------- | ----- |
| 1 | Otepää       | Rurale | 6 637             | 523            | 12.7    |       |
| 2 | Tõrva        | Rurale | 6 270             | 649            | 9.7     |       |
| 3 | Valga        | Rurale | 16 664            | 750            | 22.2    |       |

### Avant 2017

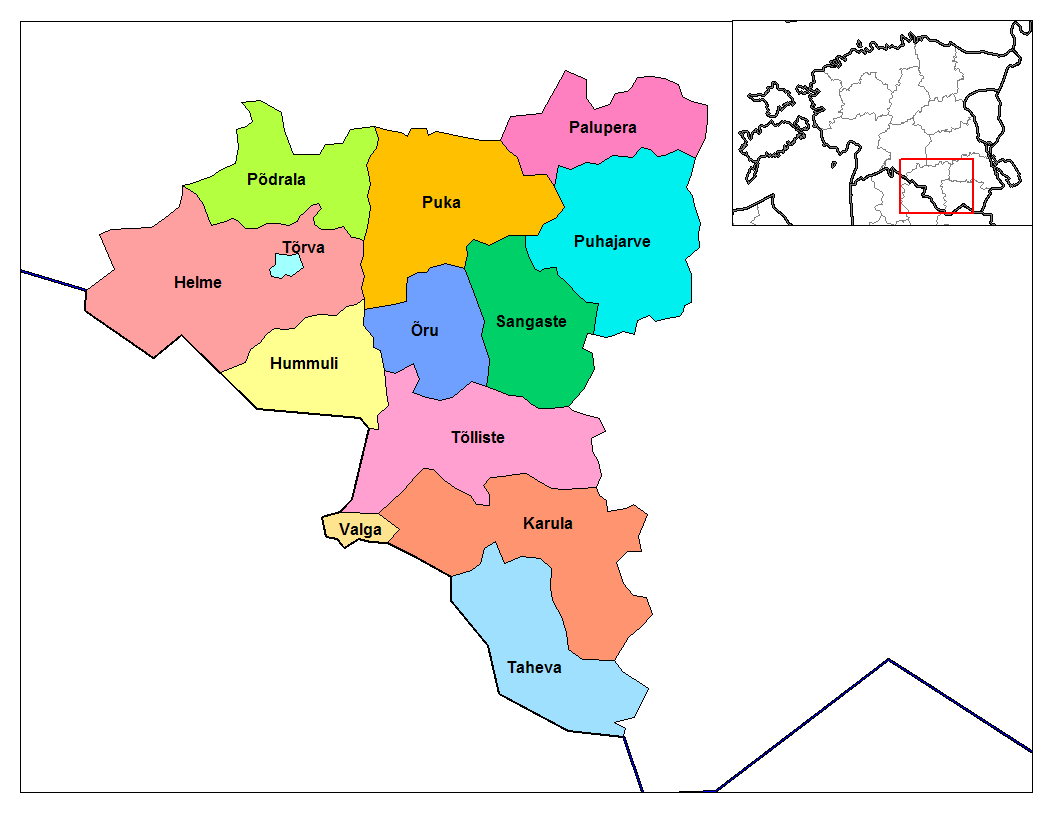
Les communes du comté avant 2017.

Avant 2017, le comté comprenait deux villes et onze communes rurales.
Communes urbaines (linn)
- Tõrva
- Valga

Communes rurales (vallad)
- Helme
- Hummuli
- Karula
- Õru
- Otepää
- Palupera
- Põdrala
- Puka
- Sangaste
- Taheva
- Tõlliste

## Galerie

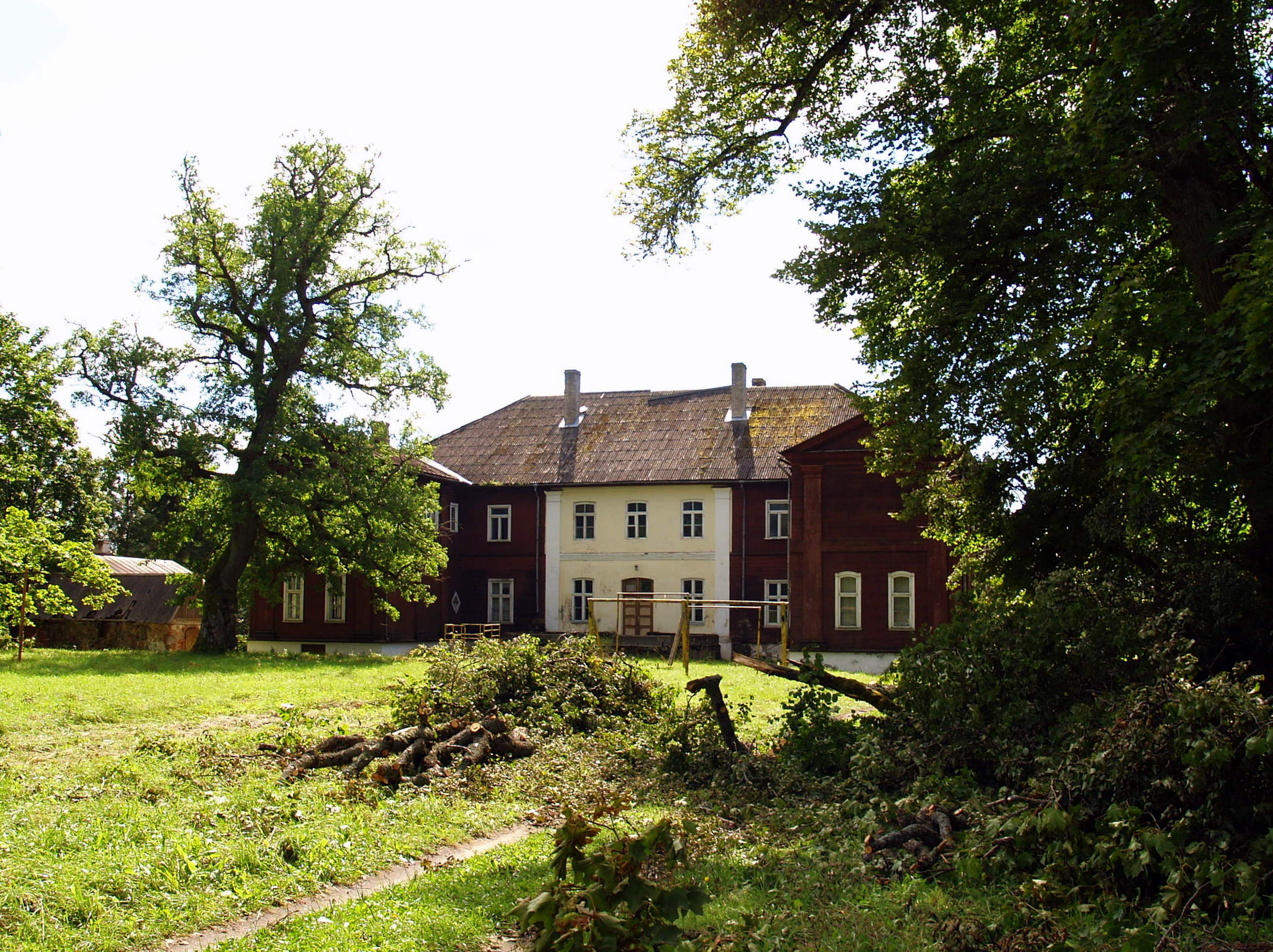
Manoir de Kuigatsi.
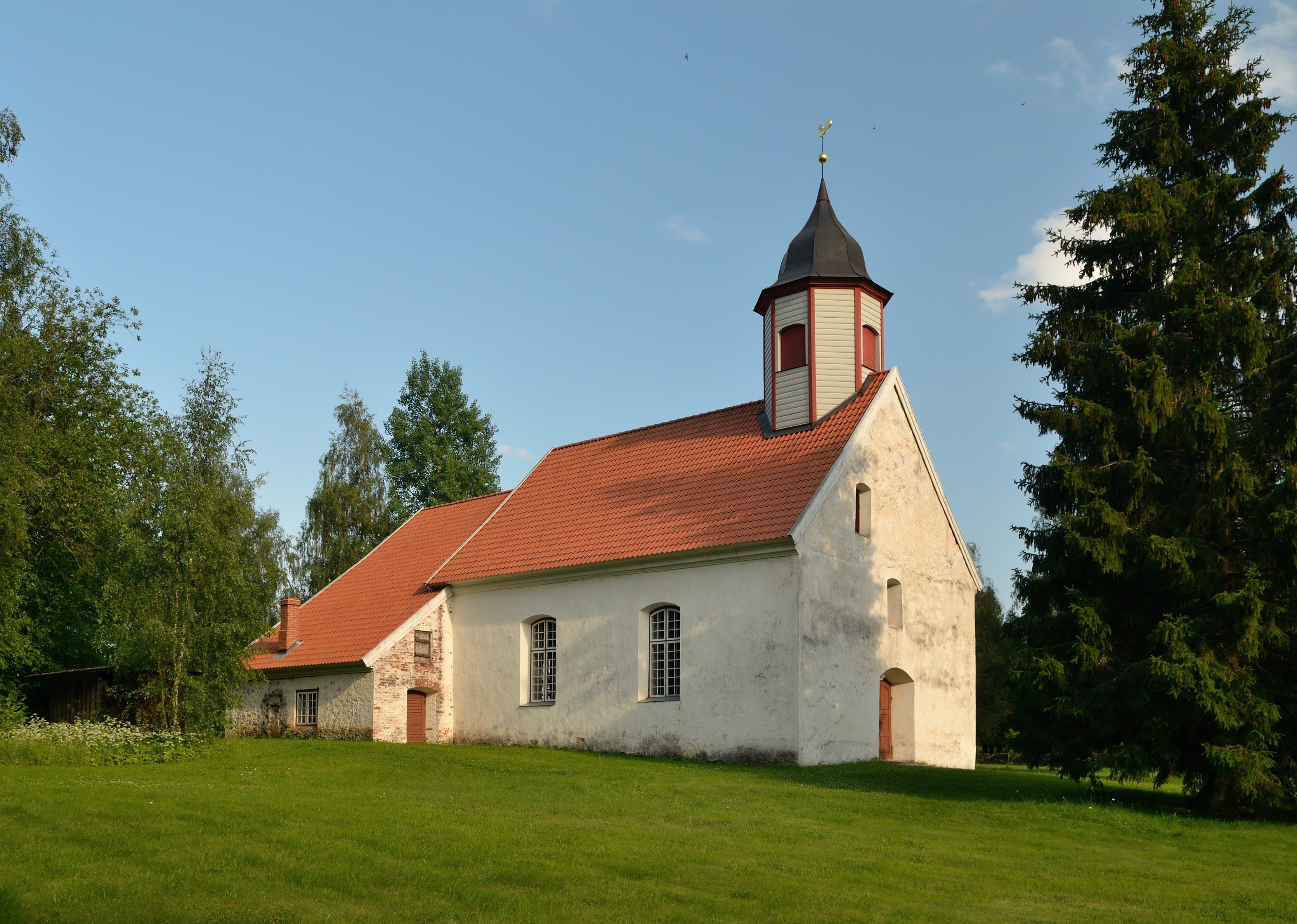
Église de Taagepara.
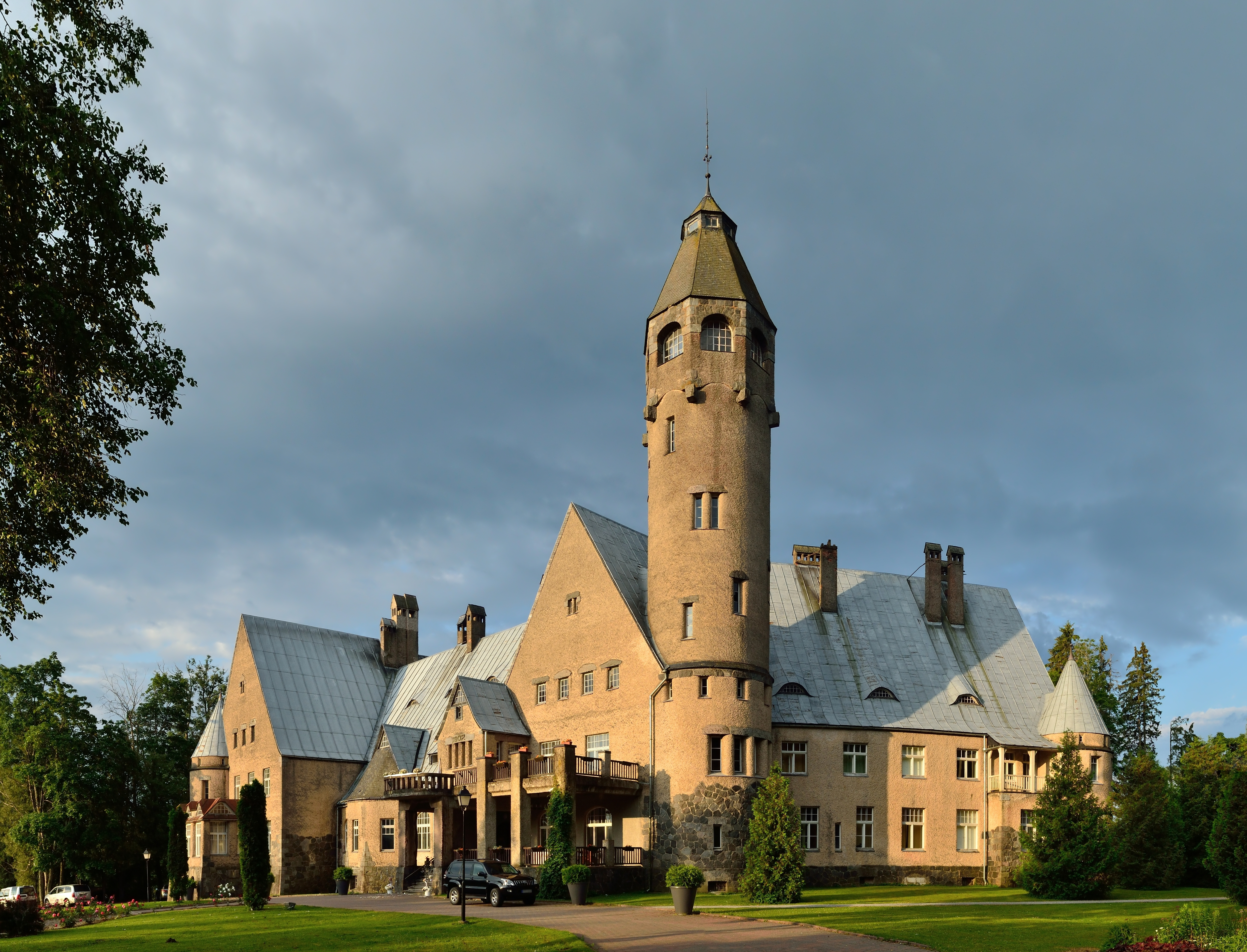
Château de Wagenküll à Taagepera.
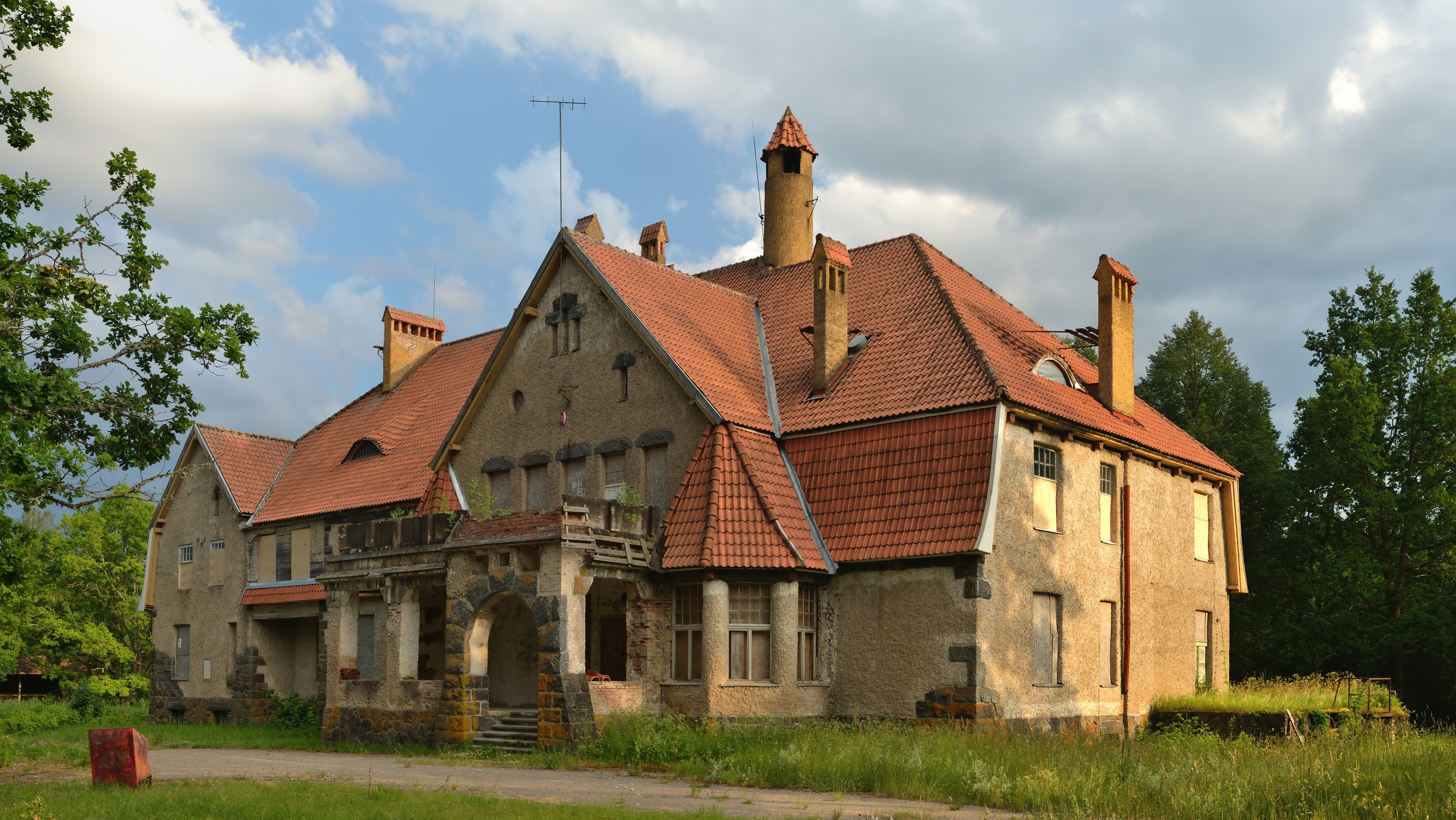
Manoir de Holdre.

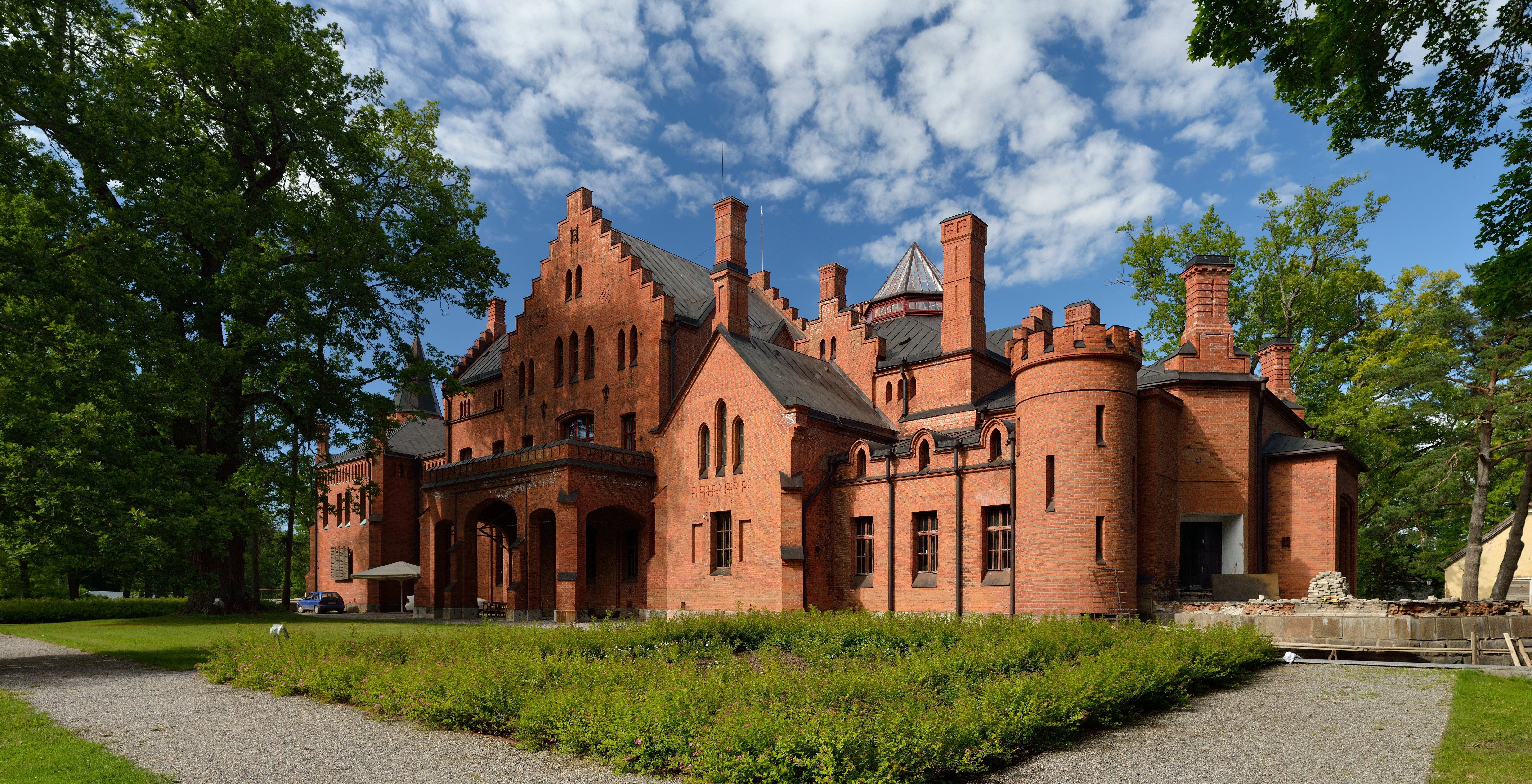
Château de Sagnitz à Sangaste.
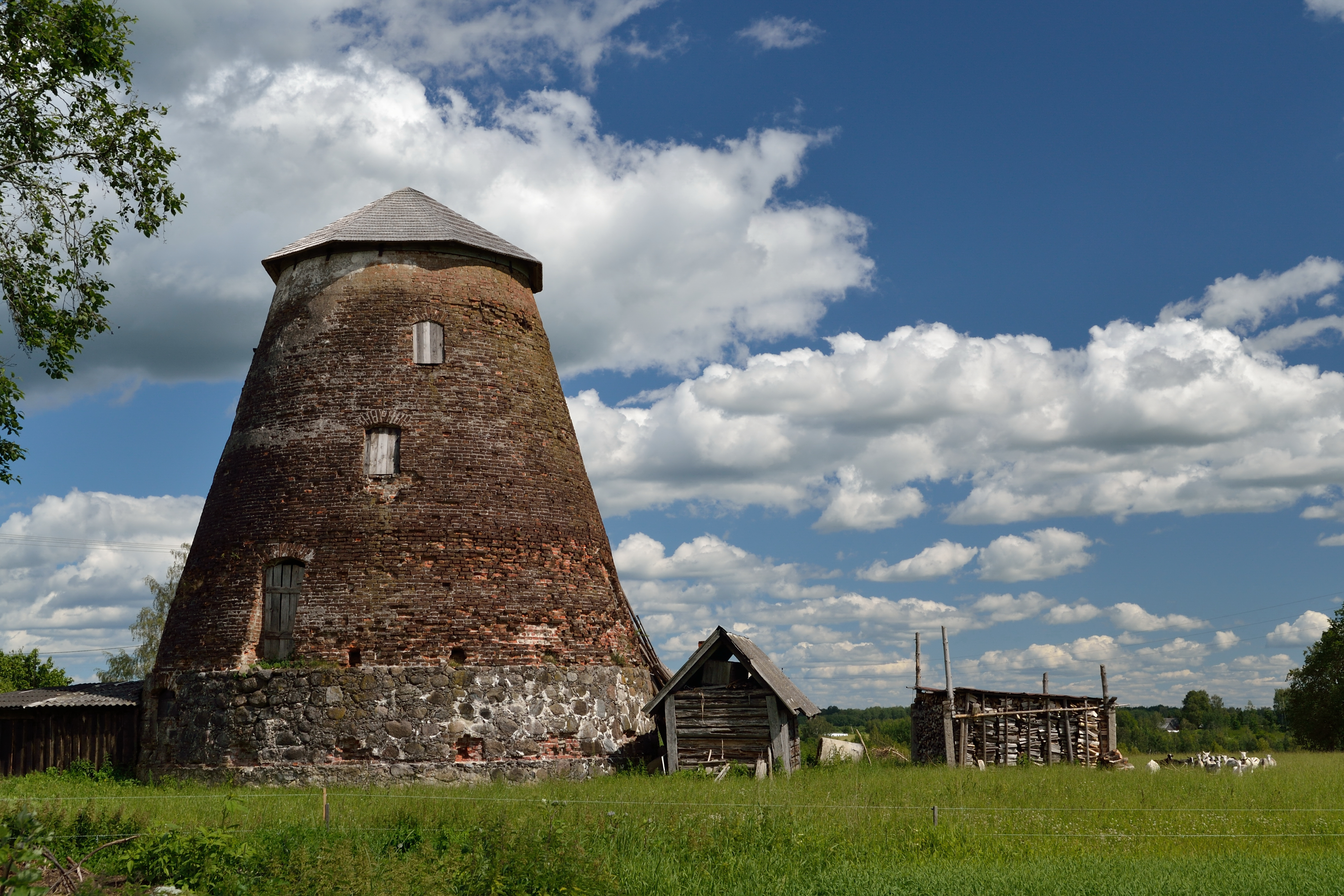
Ancien moulin du manoir de Kuigatsi.
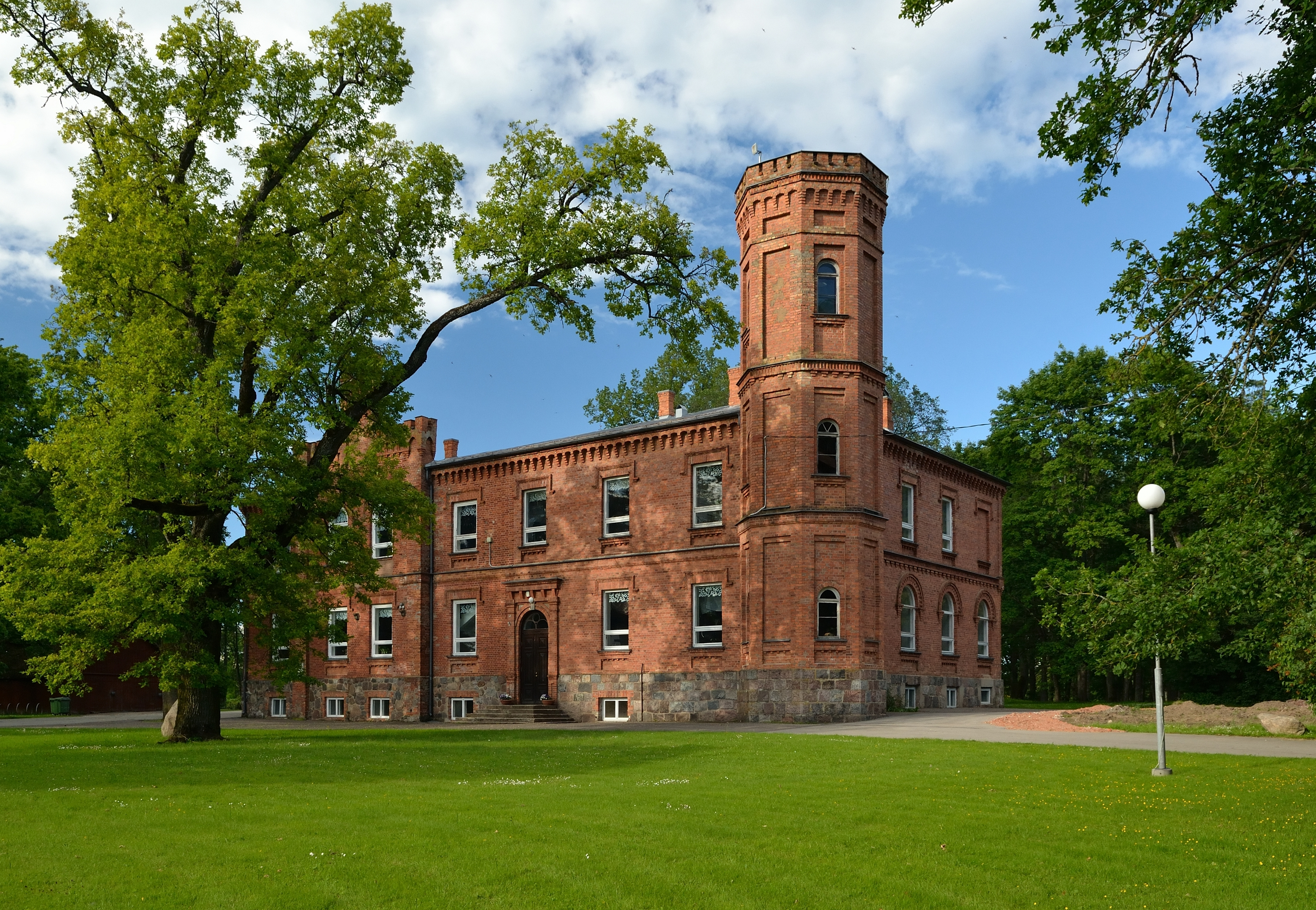
Manoir de Hummuli.
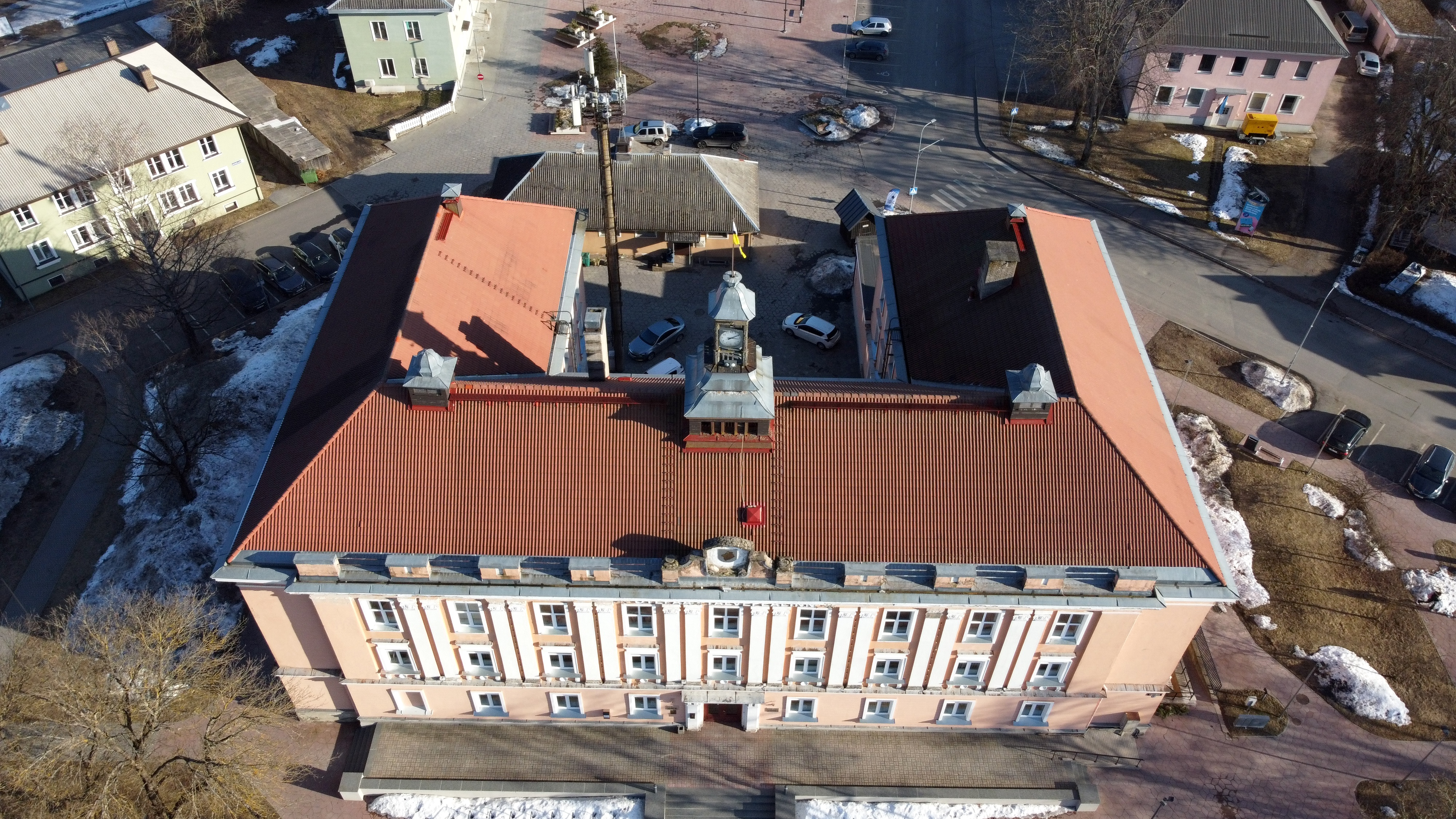
Hôtel de ville de Otepää.